# Верхний Кий
Верхний-Кий (чечен. ИгӀал Кий) — ранее покинутый аул в Галанчожском районе, затем часть села Кей в Итум-Калинском районе Чеченской Республики России.

## География
Расположен к юго-западу от села Галанчож.
Ближайшие населённые пункты: на севере — сёла Акка и Вовга, на западе — Нижний Кий (собственно Кей), на юго-востоке село — Кай.

## История
Аул Верхний Кий ликвидирован в 1944 году после депортации чеченцев. После восстановления Чечено-Ингушской АССР в 1956 году чеченцам было запрещено селиться в данном районе.
В конце 2022 года в Итум-Калинском районе Чеченской Республики было принято решение образовать новые (воссоздать) сёла, в том числе Кей — на месте бывших аулов Нижний Кий и Верхний Кий.